# Romênia nos Jogos Olímpicos de Inverno de 1976
A Romênia competiu nos Jogos Olímpicos de Inverno de 1976, realizados em Innsbruck, Áustria.